# Гюнтер Цеделіус
Гюнтер Карл Цеделіус (нім. Günther Karl Zedelius; 19 травня 1915, Гамбург — 6 липня 1981) — німецький офіцер-підводник, капітан-лейтенант крігсмаріне.

## Біографія
5 квітня 1935 року вступив на флот. 3 жовтня 1937 року відряджений в морську авіацію. З 2 жовтня 1939 по 31 березня 1940 року пройшов курс спостерігача, після чого служив у 806-й, 706-й, 906-й групах берегової авіації, 125-й морській розвідувальній групі і 2-й ескадрильї 506-ї бомбардувальної групи. З 1 березня по 14 вересня 1942 року пройшов курс підводника. З 15 вересня 1942 року — 1-й вахтовий офіцер на підводному човні U-130. 7-18 січня 1943 року пройшов курс керманича, з 19 січня по 22 лютого — курс командира підводного човна. З 23 лютого 1943 року — командир U-637. 21 липня 1944 року відсторонений від посали за образи підлеглих і засуджений до 6 тижнів ув'язнення, після чого 28 серпня був позбавлений офіцерського звання, відправлений в резерв і переданий в розпорядження кадрового бюро підводних човнів в Данцигу. 17 листопада 1944 року переданий в розпорядження командування K-Verbände, займався підготовкою підводників, які мали плавати на малих підводних човнах «Зеєгунд». В травні 1945 року взятий в полон британськими військами. Після звільнення працював викладачем механіки і математики в професійному училищі Куксгафена.

## Оцінка сучасників
Один з учнів Цеделіуса, який навчав його в професійному училищі в 1975 році, згадував: «Я пам'ятаю, що він, як і більшість підводників, яких я знаю, ніколи не розповідав багато про свою службу на флоті. Він взагалі ніколи не згадував, що був капітан-лейтенантом. Він лише неодноразово розповідав, що був інструктором з мінісубмарин "Зеєгунд" і що більшість екіпажів загинули під час тренувань, а не в реальному бою — просто щоб нагадати нам, як важливо слухати свого вчителя. Як вчитель, він був жорстким, але прямим хлопцем.»

## Звання
- Кандидат в офіцер (5 квітня 1935)
- Морський кадет (25 вересня 1935)
- Фенріх-цур-зее (1 липня 1936)
- Оберфенріх-цур-зее (1 січня 1938)
- Лейтенант-цур-зее (1 квітня 1938)
- Оберлейтенант-цур-зее (1 жовтня 1939)
- Капітан-лейтенант (1 жовтня 1942)
- Матрос резерву (28 серпня 1944)

## Нагороди
- Нагрудний знак спостерігача (30 листопада 1938)
- Медаль «За вислугу років у Вермахті» 4-го класу (4 роки)
- Залізний хрест 2-го класу (18 грудня 1939)
- Авіаційна планка розвідника
  - в бронзі (16 липня 1941)
  - в сріблі (7 грудня 1941)
- Нагрудний знак «За поранення» в чорному (22 липня 1941)
- Нагрудний знак підводника (31 грудня 1942)